# بوتسفورد، لسترشر
بوتسفورد، لسترشر (به انگلیسی: Bottesford, Leicestershire) یک محله مدنی و روستا در بریتانیا است که در لسترشر واقع شده‌است. بوتسفورد ۳٬۵۸۷ نفر جمعیت دارد.